# HTC 디자이어 Z
디자이어 Z는 HTC에서 만든 스마트폰의 이름이다. 2010년 9월 15일 발표를 했고, 'HTC 디자이어Z'라는 이름으로 10월에 유럽과 아시아, 캐나다 등에 출시되었으며, 2010년 11월 1일 'HTC G2'라는 이름으로 미국에 T-모바일을 통해 출시되었다. 사양은 HTC 디자이어와 HTC 디자이어 HD의 중간급이나, 쿼티 슬라이드 형태라는 점이 큰 차이를 보인다. 국내에는 쿼티 시장이 좁다는 이유로 같은날 발표된 디자이어 HD만 출시되었고, 현재로서 디자이어Z의 출시 가능성은 미미하다.

## 특징
2세대 스냅드래곤 칩을 장착하여 기존 1세대 스냅드래곤 칩을 장착한 폰보다 성능이 높다. 3.7 인치 SLCD를 장착하였고, Adreno 205 GPU를 내장하여, 3D 게임과 HD 동영상 등 여러 작업에서 1세대 스냅드래곤 대비 더 나은 성능을 발휘한다. 디자이어 Z에 내장되어 있는 HTC 센스 UI는 새로운 버전인 2.0이 탑재되어 있어 HTCSense.com와 풋프린트(Footprint)와 같은 여러 가지 새로운 부가 기능을 사용할 수 있다. 구글 안드로이드 2.2 프로요를 탑재해, 어도비 플래시, 유튜브, 구글 지도와 같은 최신의 구글 서비스들을 받을 수 있다. 무게는 180 g으로 스마트폰들 중 무거운 편에 속한다. 외관은 충격에 강한 알류미늄 재질이며, 4열 쿼티 슬라이드 형태인것이 특징이다.

## 진저브레드 업데이트
디자이어 Z는 기존 안드로이드 2.2.1 프로요 버전에서 안드로이드 2.3.4 진저브레드와 센스 3.0으로 OTA 방식을 통해 업데이트가 가능하다.

## 같이 보기
- 갤럭시 넥서스
- 스마트폰 비교